# 19 Standards (Quartet) 2003
19 Standards (Quartet) 2003 ist ein Jazzalbum von Anthony Braxton. Die vom Februar bis November 2003 an verschiedenen Veranstaltungsorten in Belgien, Italien, Portugal und Spanien entstandenen Aufnahmen erschienen 2010 auf Leo Records.

## Hintergrund
Die vier CDs des Albums dokumentieren ausgewählte Mitschnitte einer Europatournee des Anthony Braxton Quartetts im Jahr 2003 mit dem Bassisten Andy Eulau, dem Perkussionisten Kevin Norton und dem Gitarristen Kevin O’Neil.
Anthony Braxtons Beschäftigung mit Jazzstandards begann mit den Alben In the Tradition; sie wurden 1974 in zwei Teilen von SteepleChase Records veröffentlicht, und 1985 erschienen zwei Standardalben auf Windham Hills Tochterlabel Magenta. Auch Six Monk's Compositions (1987) gehört in diese Kategorie. Braxtons Tendenz, Jazzstandards neu zu interpretieren, konnte er im folgenden Jahrzehnt freien Lauf lassen; mit dem Fred Simmons Trio, dem Mario Pavone Quintett und in zwei verschiedenen Projekten, die Braxton hinter das Klavier brachten. Eine besonders lohnende Reihe von Erkenntnissen wurde von Leo Records als 14 Compositions (Traditional) 1996 herausgegeben, in dem Braxton und Stewart Gillmor jeweils mehrere Instrumente jonglierten und dabei ältere Melodien genossen, von denen einige aus den 1920er-Jahren stammen. Braxtons Auseinandersetzung mit dem Standardrepertoire setzte sich mit 8 Standards (Wesleyan 2001) fort, das als eine Art Auftakt zu 19 Standards (Quartet) 2003 und schließlich zu Quartet (Standards) 2020 (2020) verstanden werden kann.
In „Forces in Motion“, Graham Locks Buch mit Interviews mit Braxton aus dem Jahr 1988, erörterte dieser seinen Wunsch, seine persönliche Herangehensweise an den Bebop zu dokumentieren, und seine gleichzeitige Befürchtung, dass dies die Wahrscheinlichkeit noch erhöhen würde, dass die Leute ihn lediglich als Jazzmusiker betrachten würden und sonst nichts. „Ich kann meine Orchestermusik nicht herausbringen, ich kann nicht einmal meine Kammermusik herausbringen“, sagte Braxton damals zu Lock. „Man muss kein Philosoph sein, um zu verstehen, dass eine Plattenfirma, wenn sie dich dazu bringen kann, ‚How High the Moon‘ anstelle von ‚Composition 116‘ zu spielen, nach ‚How High the Moon‘ fragen wird. Also habe ich beschlossen, nicht zu zu viele Bebop-Platten zu machen…“. Die zwischenzeitig erzielte Anerkennung erlaube es Braxton aber nun, sich nicht mehr so berechnend verhalten zu müssen.

## Titelliste
- Anthony Braxton: 19 Standards (Quartet) 2003 (Leo Records CD LR 572/575)[2]

CD 1
1. Four (Miles Davis) 8:20
2. Body and Soul (Edward Heyman, Frank Eyton, John W. Green, Robert Sour) 16:55
3. G. Petal (Improvisation) (A. Braxton) 5:44
4. So Rare (Tommy Dorsey) 15:22
5. It’s You or No One (Jule Styne, Sammy Cahn) 18:48

CD 2
1. Half Nelson (Miles Davis) 15:40
2. Ruby, My Dear (Thelonious Monk) 15:03
3. The Girl from Ipanema (Antonio Carlos Jobim) 10:29
4. Afternoon in Paris (John Lewis) 23:54

CD 3
1. East of the Sun (Brooks Bowman) 20:12
2. Afro Blue (Mongo Santamaría) 12:09
3. Nancy with the Laughing Face (Jimmy Van Heusen) 13:25
4. Little Melonae (Jackie McLean) 13:49
5. What’s New (Bob Haggart, Jonny Burke) 11:55

CD 4
1. Minority (Gigi Gryce) 10:10
2. Inch Worm (Frank Loesser) 13:28
3. Mr. P.C. (John Coltrane) 16:08
4. Dear Old Stockholm (Traditional) 9:13
5. Like Someone in Love (Jimmy Van Heusen) 19:59

## Aufnahmeorte
- Track 1–1 aufgenommen in Bergamo, Italien
- Track 1–2 aufgenommen in Gent, Belgien (The Vooruit), 14. November 2003
- Track 1–3, aufgenommen am 22. Februar 2003 in Brüssel, Belgien (Flagey).
- Track 1–4 aufgenommen in Guimaraes, Portugal (Guimaraes Jazz Festival) am 20. November 2003
- Track 1–5, aufgenommen am 11. November 2003 in Sevilla, Spanien (Teatro Central).
- Track 2–1, aufgenommen am 19. Februar 2003 in Antwerpen, Belgien (De Singel).
- Track 2–2, aufgenommen am 17. November 2003 in Verona, Italien (Teatro Filarmonico).
- Track 2–3, aufgenommen am 11. November 2003 in Sevilla, Spanien (Teatro Central).
- Track 2–4, aufgenommen am 22. Februar 2003 in Brüssel, Belgien (Flagey).
- Track 3–1 bis 3–4, aufgenommen in Bergamo, Italien
- Track 3–5, aufgenommen am 22. Februar 2003 in Brüssel, Belgien (Flagey).
- Track 4–1, aufgenommen am 19. Februar 2003 in Antwerpen, Belgien (De Singel).
- Track 4–2, aufgenommen am 13. November 2003 in Nevers, Frankreich (Nevers Jazz Festival).
- Track 4–3 und 4–4, aufgenommen am 19. November 2003 in Lissabon, Portugal (Culturgest).
- Track 4–5, aufgenommen am 22. Februar 2003 in Brüssel, Belgien (Flagey).

## Rezeption
Arwulf arwulf verlieh dem Album in Allmusic viereinhalb Sterne und schrieb, die starke Auswahl schwergewichtiger Modern-Jazz-Standards habe es der Band ermöglicht, sich auf ausgedehntes Jammen einzulassen. Es sei eine Freude zu hören, wie Braxton an Mongo Santamarias „Afro Blue“, Jackie McLeans „Little Melonae“, „Mr. P.C.“. von John Coltrane und „Half Nelson“ von Miles Davis herangehe. Die Ausdrucksvielfalt, die sich aus Braxtons Beziehung zu verschiedenen Musiktraditionen ergebe, sei schon immer überwältigend groß gewesen. Einflüsse etwa von Arnold Schönberg, Anton Webern, Karlheinz Stockhausen und John Cage stünden in ständiger Kombination mit buchstäblich allem, was in der Entwicklung des Jazz im letzten Jahrhundert eine Rolle gespielt hat.
Nach Ansicht von Glenn Astarita, der das Album in All About Jazz rezensierte, sei dieses Albums faszinierend angesichts der Klangqualität und einer Muse, die einen Gegenpol zu Braxtons sonst oft beschrittenen musikalischen Wegen vermittle. Braxtons wogende Töne würden ein Konsortium erhabener und hitziger Kontraste mit dem kaum aufgenommenen und äußerst talentierten Gitarristen Kevin O’Neil erzeugen. Die Band swinge während des größten Teils des Programms; allerdings bringe Braxton ein paar Kurven in die Mischung, vor allem im ätherischen und düsteren Improvisationsabschnitt „G. Petal (Improvisation)“.
Braxton und O’Neil führten Scat-ähnliche Phrasierungen auf Miles Davis‘ „Half Nelson“ durch und rekonfigurierten Frank Loessers „Inch Worm“, indem sie freie Stilisierungen in einen Jazz-Walzer-Groove verwandeln, so Astarita weiter. Hier verknüpften die Musiker die vertrauten Melodiephrasen in lebhaften und multidirektionalen Bewegungen, wobei ihre Progressive-Jazz- und Avantgarde-Tendenzen mehr als nur ein Album voller runderneuerter Songs böten. Ähnlich wie bei den bisherigen Arbeiten des Quartetts würden sie den zuvor beschrittenen Wegen einen modernistischen Touch verleihen. Mit herausragender Musikalität verbinde das Quartett schiere Feuerkraft ausdrucksstark mit Eleganz und einer überzeugenden Art der Darbietung, die diesen altehrwürdigen Standards eine erfrischende Atmosphäre verleihe.